# Thuisland (vaderland)
Een thuisland, land van herkomst, vaderland of moederland is een leefgebied waarmee een etnische groep een vaak lange historische en culturele band heeft, waarin deze van generatie op generatie heeft gewoond en gewerkt en waar zich leefgemeenschappen hebben ontwikkeld met een gemeenschappelijke geschiedschrijving en een gemeenschappelijk systeem van normen en waarden. Het toebehoren aan deze gemeenschap vormt veelal samen met een gemeenschappelijke taal de basis voor een nationale identiteit.
In de loop van de negentiende eeuw kreeg het begrip vaderland een bindende betekenis voor de bevolking van een groep vorstendommen die op regionaal niveau door verschillende heersers werden bestuurd, en een gemeenschappelijk bestuur gingen nastreven, vaak op basis van een grondwet en met een zekere vorm van medenzeggenschap voor de bevolking. Zulke stromingen kregen namen als nationalistisch en liberaal. In de eerste helft van de negentiende eeuw kreeg het begrip vaderland ook een bijzondere betekenis voor volkeren die zich als een etnische of politieke eenheid begrepen maar werden overheersd door koloniale grootmachten, zoals het Verenigd Koninkrijk, Rusland, Oostenrijk, Duitsland en het Ottomaanse Rijk. Men begon onafhankelijkheid na te streven en men liet van zich horen, in discussies en door gewapend verzet. ontstond het nationalisme en kregen begrippen als vaderland, moederland en thuisland waarde in hun strijd om onafhankelijkheid.
Later zijn deze begrippen, soms op weer andere manieren, gebruikt bij gebiedsuitbreidingen en onderdrukking door zowel de volken die zichzelf met behulp van hun nationalistische aspiraties hadden bevrijd als door de voormalige overheersers. Volgens de woordenboekdefinities is het vaderland iemands geboorteland en het moederland primair een koloniserend land ten opzichte van het gekoloniseerde land. Overigens gaf de van Dale van 1970 voor het begrip moederland nog als tweede betekenis land van oorsprong en wordt het begrip moederland ook gebruikt met deze eerste betekenis. Aangezien ook het begrip thuisland niet eenduidig is kan dit soms tot verwarring leiden.
Het begrip thuisland wordt ook gebruikt in de economie om het land waar een internationaal bedrijf is opgestart en/of zijn hoofdvestiging heeft aan te duiden. Ook in de muziek en in de sport wordt het begrip thuisland regelmatig gebruikt als aanduiding van het land van herkomst van bands en teams.

## Enkele historische betekenissen
- De Sovjet-Unie creëerde tussen 1920 en 1930 thuislanden voor sommige minderheden, inclusief de Wolga-Duitse ASSR en de Joodse Autonome Oblast. In het geval van de Wolga-Duitsers: hun thuisland werd later opgeheven en de inwoners werden gedeporteerd naar Siberië of Kazachstan.
- In Duitsland wordt thuisland vertaald met Heimat en dit werd door de nationaalsocialisten gezien als het kernland van het Germaanse ras. Deze nadruk op de Heimat tezamen met hun pan-Duitse aspiraties en hun antisemitisme hebben in ernstige mate de oorspronkelijk positieve waardering voor het begrip thuisland aangetast.
- Het zionisme is een internationale beweging en ideologie die een Joods thuisland of Joodse staat ondersteunt in het gebied waar in vroeger tijden de Joodse koninkrijken Israël en Judea lagen. Het zionisme komt voort uit het jodendom. De term verwijst naar de berg Zion waarmee Jeruzalem wordt aangeduid en werd voor het eerst gebruikt in 1890 door Nathan Birnbaum. Het heimwee naar Zion stamt al uit de tijd van de Joodse ballingschap in Babylonië die in de Bijbel wordt beschreven, maar de huidige vorm kwam pas na de Joodse diaspora ten gevolge van de opstand van Sjimon bar Kochba. Het zionisme werd oorspronkelijk niet actief beoefend maar was slechts een nostalgisch onderdeel van de religie. De eerste actieve zionistische bewegingen kwamen pas na de Russische pogroms in de 19e eeuw.
- De periode van apartheid in Zuid-Afrika gaf aan het concept thuisland een afwijkende betekenis. Deze tuislande of bantoestans werden wel langs etnische grenzen bepaald maar de geografische grenzen kwamen niet overeen met de oorspronkelijke grenzen van de vader- en moederlanden van de Bantoe-bevolking. De blanke regering had ongeveer 13% van het land aangewezen voor de bewoning door zwarte, in stammen georganiseerde bevolking. Blanken en andere niet-zwarten konden in deze gebieden geen land bezitten of er wonen, terwijl omgekeerd de inwoners van de thuislanden hun Zuid-Afrikaanse burgerrecht verloren. Vanaf 1948 kregen deze thuislanden een toenemende mate van autonomie toegekend. Vanaf 1976 verklaarde Zuid-Afrika vier van deze gebieden tot volledig onafhankelijke naties, maar dit werd niet door andere landen erkend en feitelijk ging het om satellietstaten.
- In de Verenigde Staten werd na de aanslagen op 11 september 2001 het Department of Homeland Security (vrij vertaald: ministerie ter beveiliging van het thuisland) opgericht. Deze organisatie heeft onder ander tot doel terroristische aanslagen te voorkomen en reacties op terroristische aanslagen centraal te coördineren.